# Вора, Нирадж
Нирадж Вора (хинди नीरज वोरा; 22 января 1963, Бхудж, — 14 декабря 2017, Мумбаи) — индийский актёр, сценарист и режиссёр, работавший в фильмах на хинди и театре на гуджарати.

## Биография
Нирадж родился 22 января 1963 года в городе Бхудж штата Гуджарат в семье музыкантов. Его отец, Винаяк Рай Вора, был классическим музыкантом, а младший брат, Уттанк Вора, — композитором. Нирадж с детства проявлял интерес к актёрскому мастерству.
Первые шаги на этом поприще он сделал ещё учась в колледже.
В 1985 году он исполнил свою первую роль в кино, сыграв Рагхунатха, студента колледжа, который вместе со своими друзьями, в исполнении Ашутоша Говарикера и Аамира Хана, организовали протест против властей колледжа за то, что они те не дали отметить им праздник Холи, в фильме Holi Кетана Мехты.
В следующий раз Нирадж появился на экранах только спустя четыре года в фильме Salim Langde Pe Mat Ro Саида Мирзы. В то же время он начал сниматься в телесериалах, в числе которых Idiot (1991) и Naya Nukkad (1993).
На телевидении он также попробовал себя в качестве сценариста, написав несколько эпизодов к сериалу Circus.
В 1993 году Нирадж вместе со своим братом Уттанком сочинил саундтрек к дебютной работе режиссёра Ашутоша Говарикера «Первое очарование».
Он получил известность как сценарист после того как режиссёр Рам Гопал Варма привлёк его к написанию диалогов для фильма «Весельчак», вышедшего в 1995 году. Нирадж также исполнил в фильме эпизодическую роль кинопродюсера, заменив актёра не явившегося на съёмки.
После успеха «Весельчака» Нирадж написал сценарии для несколько фильмов, в числе которых «Горе-вымогатели» (2000), «Азарт любви» (2000) и «Веселые мошенники» (2006), последний из которых был основал на его пьесе Aflatoon, написанной на гуджарати в 1992 году. Он также попробовал себя в режиссуре, сняв такие фильмы как «Игрок 420» (2000), «Незадачливые бизнесмены» (2006), Shortkut — The Con Is On (2009) и Familywala (2014). Продемонстрированный им «Весельчаке» талант комика принёс ему более содержательные роли в картинах «Зов земли» (1997), Daud (1997), «Предательство» (1998) и «Мятежная душа» (1999). Актёр также выступал в театре на гуджарати.
Его последним фильмом в качестве актёра стал «Добро пожаловать назад» (2015).
Во время работы над третьей частью франшизы Hera Pheri, в октябре 2016 года у него случился инсульт, из-за чего Нирадж впал в кому. После этого он был переведен в Мумбаи в дом его друга Саджида Надиадвалы, одна из комнат которого была преобразована в отделение интенсивной терапии.
Когда его состояние ухудшилось Вора был доставлен в госпиталь Андхери, где скончался 14 декабря 2017 года, не приходя в сознание.